# Un re allo sbando
Un re allo sbando (King of the Belgians) è un film del 2016 diretto da Peter Brosens e Jessica Woodworth.
Il film, di produzione belga, nederlandese e bulgara, è stato presentato alla 73ª edizione del festival di Venezia, nella sezione Orizzonti.

## Trama
Nicola III, re dei Belgi, si trova in visita ufficiale a Istanbul quando una notizia irrompe: la Vallonia ha dichiarato la propria indipendenza e, pertanto, il Belgio non esiste più. Il sovrano ed il suo staff decidono di rientrare precipitosamente in patria onde affrontare la crisi, ma i voli vengono bloccati a causa di una tempesta solare; braccati dalla sicurezza turca, che vuole impedire il loro allontanamento, il gruppo decide pertanto di tentare di rientrare via terra. Prima si accodano ad un gruppo di ballerine bulgare, quindi passano in Serbia e Montenegro e infine cercano di attraversare il mare Adriatico per raggiungere l'Italia, finendo tuttavia in Albania. Il viaggio, seguito da un documentarista che filma e racconta la vicenda, diventa anche l'occasione per Nicola III, persona sola e tormentata, per interrogarsi su chi sia veramente sé stesso.

## Riconoscimenti
- 2018 - Premio Magritte
  - Miglior attore a Peter Van Den Begin
  - Candidato a miglior sceneggiatura a Peter Brosens e Jessica Woodworth
  - Candidato a migliore attrice a Lucie Debay
  - Candidato a migliori costumi a Claudine Tychon